# Tokt
Tokt byl bulharský chán v letech 766–767. Stal se jím poté, co bulharští velmoži svrhli předchozího chána Umora. Zemřel roku 767, když se snažil odrazit invazi byzantského námořnictva.